# Rogatchover Gaon

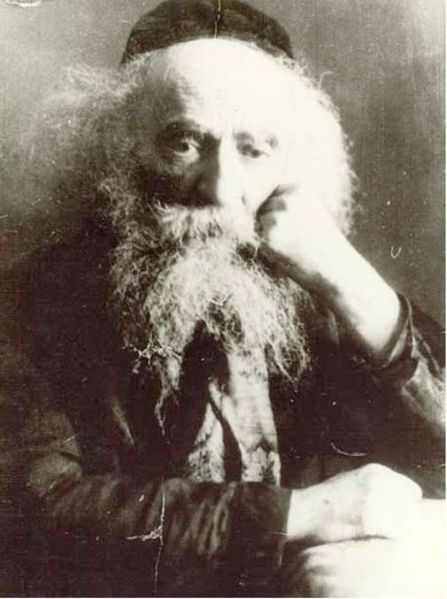

Joseph Rosen (connu comme le Rogatchover Gaon) (1858, Rahatchow, en Biélorussie-5 mars 1936, Vienne, Autriche) est un rabbin connu comme Génie (Gaon) pour ses connaissances talmudiques, un des plus grands talmudistes du début du XXe siècle.

## Éléments biographiques
Joseph Rosen est né en 1858, à Rogatchov (Rahatchow), aujourd'hui en Biélorussie. 
Il vient d'une famille hassidique (Kapust-Habad).
À l'âge de 13 ans, il va étudier à Sloutsk  en Biélorussie, avec le rabbin Chaim Soloveitchik, sous la direction du Beis Halevi, le rabbin Yosef Dov Ber  Soloveichik (1865-1874).
Il étudie ensuite sous la direction du rabbin Yehoshua Leib Diskin (Maharal Diskin) à Chklow.
En 1889, il prend la tête du rabbinat de la communauté hassidique de Dvinsk  (Daugavpils) alors que son homologue, le rabbin Meir Simcha de Dvinsk (1843–1926) (en)  y dirigeait la communauté non-hassidique. Ils ont servi conjointement cette communauté jusqu'à la fin des années 1920, en entretenant d’excellentes relations.

## Œuvres
- (he) Tzafnath Paane'ach', son magnum opus, 2 volumes, commentaires sur le Mishneh Torah de Maïmonide
- (he) Tzafnath Paane'ach al HaTorah, 5 volumes, commentaires sur la Torah
- (he) Tzafnath Paane'ach al HaShas, 4 volumes, commentaires sur le Talmud
- (he) Tzafnath Paane'ach Responsa, Responsa sur la Halakha
- (he) Shaalos Utshovos Tzafnath Paane'ach Hachadashos, Responsa
- (he) Chibur al Moreh Nevuchim, commentaire sur le Guide des égarés
- (he) Michtvei Torah, correspondance entre le Rogatchover Gaon et le rabbin Mordechai Kalina